# О’Кифф, Джорджия
Джорджия Тотто О’Кифф (англ. Georgia Totto O'Keeffe; 15 ноября 1887, Сан-Прейри, Висконсин — 6 марта 1986, Санта-Фе, Нью-Мексико, США) — американская художница.

## Биография и творчество
Родители работали на молочной ферме. Дед художницы по материнской линии был эмигрантом из Венгрии. О’Кифф росла в штате Виргиния, училась в Чикаго и Нью-Йорке. В 1908 году в Нью-Йорке она познакомилась с фотографом и галеристом Алфредом Стиглицем, позже, в 1924 году, они поженились (Стиглицу нужно было прежде развестись).

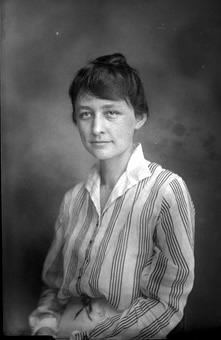
Джорджия О’Кифф, 1915

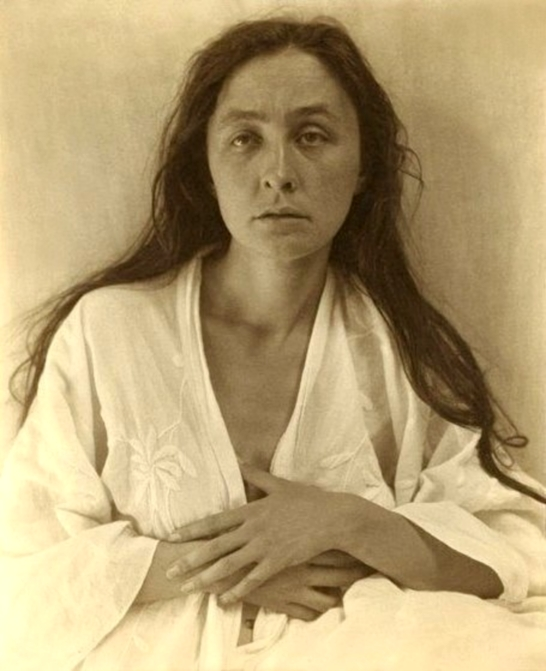
Джорджия О’Кифф, фотография Алфреда Стиглица, 1918

В 1905 году О'Киф начал художественное образование в Школе Художественного института Чикаго, а затем в Лиге студентов-художников Нью-Йорка. В 1908 году, не имея возможности финансировать дальнейшее образование, она два года работала коммерческим иллюстратором, а затем преподавала в Вирджинии, Техасе и Южной Каролине в период с 1911 по 1918 год. Летом между 1912 и 1914 годами она изучала искусство и познакомилась с принципами и философией Артура Уэсли Доу, который создавал произведения искусства, основанные на личном стиле, дизайне и интерпретации предметов, не пытаясь копировать натуру. Это вызвало серьезные изменения в ее отношении к искусству, что видно в ее ранних акварелях во время учебы в Университете Вирджинии и более явно в рисунках углем, которые она создала в 1915 году и которые привели к полной абстракции. Стиглиц провел выставку ее работ в 1917 году. В течение следующих нескольких лет она преподавала и продолжала учебу в Педагогическом колледже Колумбийского университета.
Стиглиц много фотографировал О’Кифф, ввёл её в круг своих друзей — фотохудожников-модернистов Пола Стренда, Эдварда Стайхена и других. Под его влиянием она вернулась к живописи, которую по семейным обстоятельствам бросила на 4 года (1908—1912). С 1923 года при поддержке Стиглица начали активно выставляться пейзажи и натюрморты О’Кифф (особенно известны её цветы), она стала модным и высокооплачиваемым художником.
В 1929 году О’Кифф переехала в штат Нью-Мексико, чьи пустынные пейзажи надолго стали натурой её полотен. В 1932—1934 годах художница пережила тяжёлый нервный срыв, лечилась. В 1943 году состоялась выставка-ретроспектива её работ в Институте искусств Чикаго, в 1946 — в нью-йоркском Музее современного искусства. В 1946 году Стиглиц умер.
После 15-летнего перерыва гигантская выставка работ О’Кифф в Музее американского искусства Уитни в 1972 году привлекла к ней внимание молодого поколения интеллектуалов, в том числе — феминистских кругов. В 1970-х Джорджия О’Кифф начала терять зрение, стала работать с керамикой, написала автобиографическую книгу. После 1982 года уже не занималась искусством.

## Признание
В 1962 году Джорджию О’Кифф избрали членом Американской академии искусств. В 1977 году о ней был снят документальный фильм. В 2001 году в Санта-Фе открыт музей Джорджии О’Кифф. Ей посвящено стихотворение Патти Смит в книге «Кодак».
I hate flowers.

I paint them because

they're cheaper than models

and they don't move.

## Избранные работы
- «Нью-йоркская улица с луной», 1925, Музей Тиссена-Борнемисы, Мадрид